# Ares (serie de televisión)
Ares es una serie de televisión neerlandesa de terror y drama, creada por Pieter Kuijpers, Iris Otten y Sander van Meurs. Protagonizada por Jade Olieberg, Tobias Kersloot, Lisa Smit y Robin Boissevain, fue estrenada en la plataforma Netflix el 17 de enero de 2020. Ostenta una aprobación del público del 69% en el portal Rotten Tomatoes.

## Sinopsis
Rosa Steenwijk es una joven practicante de medicina de Ámsterdam que se ve envuelta en una sociedad secreta estudiantil con oscuras motivaciones, de la cual se convierte en miembro activa. Con el paso del tiempo, Rosa empieza a darse cuenta de las actividades de dicha sociedad, y se entera de un secreto muy oscuro que rodea a sus integrantes.

## Reparto
- Jade Olieberg es Rosa Steenwijk
- Tobias Kersloot es Jacob Wessels
- Lisa Smit es Carmen Zwanenburg
- Robin Boissevain es Roderick van Hall
- Frieda Barnhard es Fleur Borms
- Hans Kesting es Maurits Zwanenburg
- Rifka Lodeizen es Hester de Hoogh
- Roos Dickmann es Puk
- Jip van den Dool es Arnold Borms
- Steef de Bot es Joost van Moerland
- Janni Goslinga es Joyce Steenwijk
- Dennis Rudge es Wendel Steenwijk
- Minne Koole es Henry Zwanenburg